# Kukawka (województwo lubelskie)
Kukawka – wieś w Polsce położona w województwie lubelskim, w powiecie chełmskim, w gminie Wojsławice. Leży w granicach Skierbieszowskiego Parku Krajobrazowego. 
Miejscowość wzmiankowana po raz pierwszy w 1796 roku. W latach 1954–1959 wieś należała i była siedzibą władz gromady Kukawka, po jej zniesieniu leżała w gromadzie Wojsławice. W latach 1975–1998 miejscowość administracyjnie należała do ówczesnego województwa chełmskiego. 
Wieś jest sołectwem w gminie Wojsławice. Według Narodowego Spisu Powszechnego Ludności i Mieszkań (III 2011 r.) miała 148 mieszkańców i była dziewiątą co do wielkości miejscowością gminy Wojsławice.
W czasie II wojny światowej rodzina Eugenii, Mikołaja i Heleny Artymiaków ukrywała we wsi Żydów, za co otrzymała tytuł Sprawiedliwy wśród Narodów Świata.
Wierni Kościoła rzymskokatolickiego należą do parafii św. Stanisława w Bończy.